# Cupa României 1942-1943
Ediția 1942-1943 a fost a zecea ediție a Cupei României la fotbal. România se afla în continuare sub stare de război și fără campionat intern, locul său fiind luat de o competiție amicală intitulată Campionatul de răsboiu. Cea mai titrată echipă din Cupa României, Rapid București, și-a încheiat dominația în această competiție, fiind eliminată în semifinale, după șapte trofee în cele nouă ediții anterioare. Trofeul a fost câștigat surprinzător de CFR Turnu Severin, echipă fără performanțe în sezoanele anterioare ale campionatului intern, care abia în urmă cu doi ani promovase în Divizia 2. Însă în perioada războiului, CFR Turnu Severin adusese o serie de jucători de la echipele timișorene care nu se înscriseseră în Campionatul de război, sau în alte competiții ale vremii.

## Șaisprezecimi
| Data     | Echipa gazdă         | Scor            | Echipa oaspete       |
| -------- | -------------------- | --------------- | -------------------- |
| 18.04.43 | Jiul Petroșani       | 9 - 0           | Victoria Cluj        |
| 18.04.43 | Textila Buhuși       | 0 - 4           | Dunărea Galați       |
| 18.04.43 | Vulturii Iași        | 0 - 4           | Dragoș Vodă Cernăuți |
| 18.04.43 | Arsenal Sibiu        | 1 - 0           | ACFR Brașov          |
| 18.04.43 | Dacia Galați         | 1 - 9           | Dacia Unirea Brăila  |
| 18.04.43 | Juventus București   | 5 - 1           | Carmen București     |
| 18.04.43 | CNS Cetate Deva      | 5 - 1           | Aurul Brad           |
| 18.04.43 | Gloria Arad          | 3 - 1           | Minerul Lupeni       |
| 18.04.43 | Oltul Turnu Măgurele | 2 - 5           | Rapid București      |
| 18.04.43 | Vitrometan Media     | 1 - 2           | Universitatea Cluj   |
| 18.04.43 | SSMR Reșița          | 1 - 2 (d.p.)    | Turnu Severin        |
| 18.04.43 | Vulturii Lugoj       | 1 - 2           | FC Craiova           |
| 18.04.43 | Ripensia             | 2 - 3 (d.p.)    | UD Reșița            |
| 18.04.43 | Prahova Ploiești     | 3 - 5           | Sportul Studențesc   |
| 18.04.43 | Malaxa Tohan         | 0 - 3 (forfait) | FC Ploiești          |
| 11.05.43 | Unirea Tricolor      | 2 - 0           | Venus București      |

## Optimi
| Data     | Echipa gazdă         | Scor            | Echipa oaspete     |
| -------- | -------------------- | --------------- | ------------------ |
| 16.05.43 | CNS Cetate Deva      | 2 - 4           | Jiul Petroșani     |
| 16.05.43 | Dacia Unirea Brăila  | 1 - 2           | Dunărea Galați     |
| 16.05.43 | Dragoș Vodă Cernăuți | 0 - 4           | FC Ploiești        |
| 16.05.43 | Rapid București      | 4 - 0           | Juventus București |
| 16.05.43 | Universitatea Cluj   | 10 - 1          | Arsenal Sibiu      |
| 16.05.43 | FC Craiova           | 1 - 1           | Turnu Severin      |
| 16.05.43 | Sportul Studențesc   | 4 - 1           | Unirea Tricolor    |
| 16.05.43 | UD Reșița            | 3 - 0 (forfait) | Gloria Arad        |

## Sferturi
| Data     | Echipa gazdă       | Scor  | Echipa oaspete     |
| -------- | ------------------ | ----- | ------------------ |
| 20.06.43 | Turnu Severin      | 3 - 0 | Universitatea Cluj |
| 20.06.43 | Jiul Petroșani     | 2 - 1 | FC Ploiești        |
| 01.08.43 | Sportul Studențesc | 2 - 1 | UD Reșița          |
| 02.08.43 | Rapid București    | 3 - 1 | Dunărea Galați     |

## Semifinale
| Data     | Echipa gazdă       | Scor  | Echipa oaspete  |
| -------- | ------------------ | ----- | --------------- |
| 09.08.43 | Turnu Severin      | 2 - 1 | Jiul Petroșani  |
| 09.08.43 | Sportul Studențesc | 2 - 1 | Rapid București |

## Finala
| 15 august 1943 17:00 | Turnu Severin                   | 4 – 0 | Sportul Studențesc | Stadionul ANEF, București Spectatori: 2.000 Arbitru: Emil Kroner (București) |
| 15 august 1943 17:00 | Ludwig 32', 83' Reuter 34', 75' |       |                    | Stadionul ANEF, București Spectatori: 2.000 Arbitru: Emil Kroner (București) |

| CFR TURNU SEVERIN: |                   |
|                    |                   |
| P                  | Dumitru Pavlovici |
| F                  | Ioan Oprean       |
| F                  | Vasile Felecan    |
| M                  | Mureșan           |
| M                  | Pârjol            |
| M                  | Rusalin Marcu     |
| A                  | Ioan Vidan        |
| A                  | Iosif Cosma       |
| A                  | Otto Ludwig       |
| A                  | Teodor Felecan    |
| A                  | Nicolae Reuter    |

| SPORTUL STUDENȚESC: |                         |
|                     |                         |
| P                   | Valentin Stănescu       |
| F                   | Gheorghe Teodorescu     |
| F                   | Nicu Virgil             |
| M                   | Gheorghe Constantinescu |
| M                   | Alexandru Drăgan        |
| M                   | Gheorghe Popa           |
| A                   | Alexandru Pricop        |
| A                   | Titi Dumitrescu         |
| A                   | Gheorghe Popescu        |
| A                   | Constantin Rădulescu    |
| A                   | Nicolae Dumitrescu      |